# Tanjang
Tanjang is een bestuurslaag in het regentschap Pati van de provincie Midden-Java, Indonesië. Tanjang telt 1127 inwoners (volkstelling 2010).